# 竹原古墳
竹原古墳（たけはらこふん）は、福岡県宮若市竹原にある装飾古墳である。

## 概要
諏訪神社の境内に位置する円墳で、1956年（昭和31年）3月、旧若宮町在野の考古学者によって発見された。墳丘は2段築成で、直径17.5メートル。石室は横穴式で全長6.7メートル。6世紀後半ごろの優れた壁画古墳として知られ、一対の「さしば」と呼ばれる団扇様の日よけや、龍、馬を曳く人、朱雀などが描かれている。装飾古墳として歴史・美術史的に高く評価されており、1957年（昭和32年）2月22日、国の史跡に指定された。

## 見学情報
- 開館時間：午前9時から午後4時（受付は午後３時30分まで）
- 休館日：月曜日（月曜日が祝日の場合は翌日が休み）
- 入館料：大人220円、中高生110円、小学生50円

## アクセス
- 博多バスターミナルもしくは直方駅からJR九州バス直方線に乗車し「黒目橋」下車、徒歩14分（約1.1㎞）
- 赤間駅から宮若市コミュニティバス宮若・宗像線に乗車し「竹原橋」下車、徒歩14分（1.1㎞）。
- マイカーの場合、九州自動車道若宮インターチェンジから2.5㎞。
- 駐車場あり

## ギャラリー

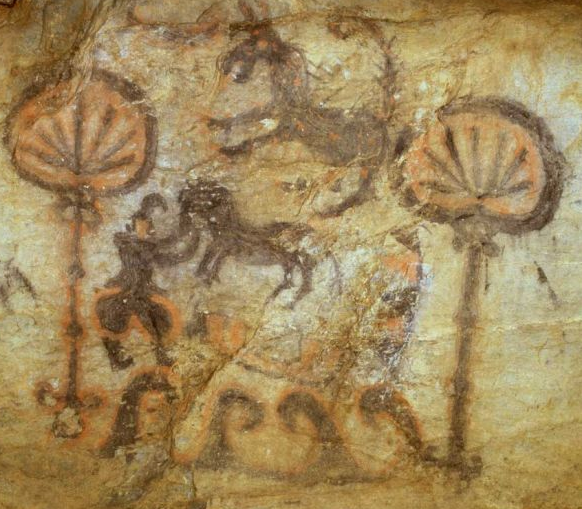
竹原古墳壁画
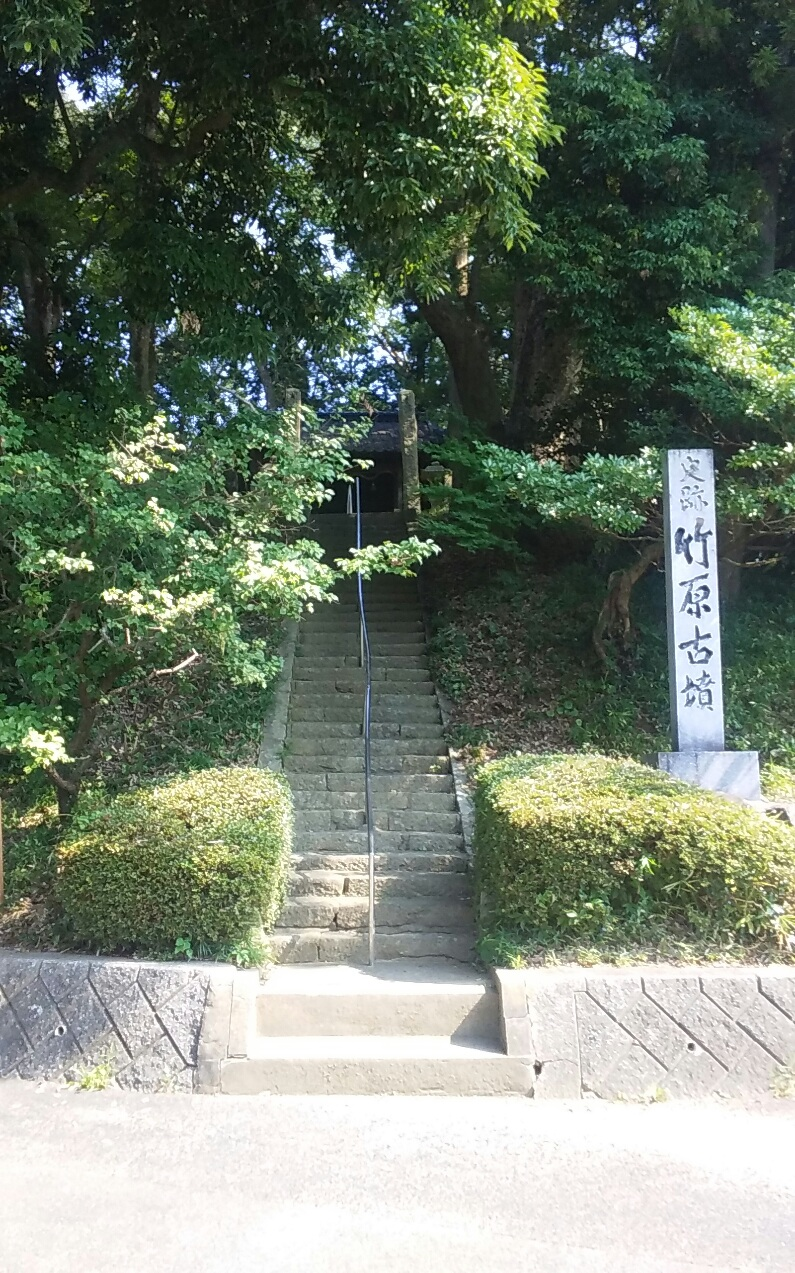
竹原古墳の入口
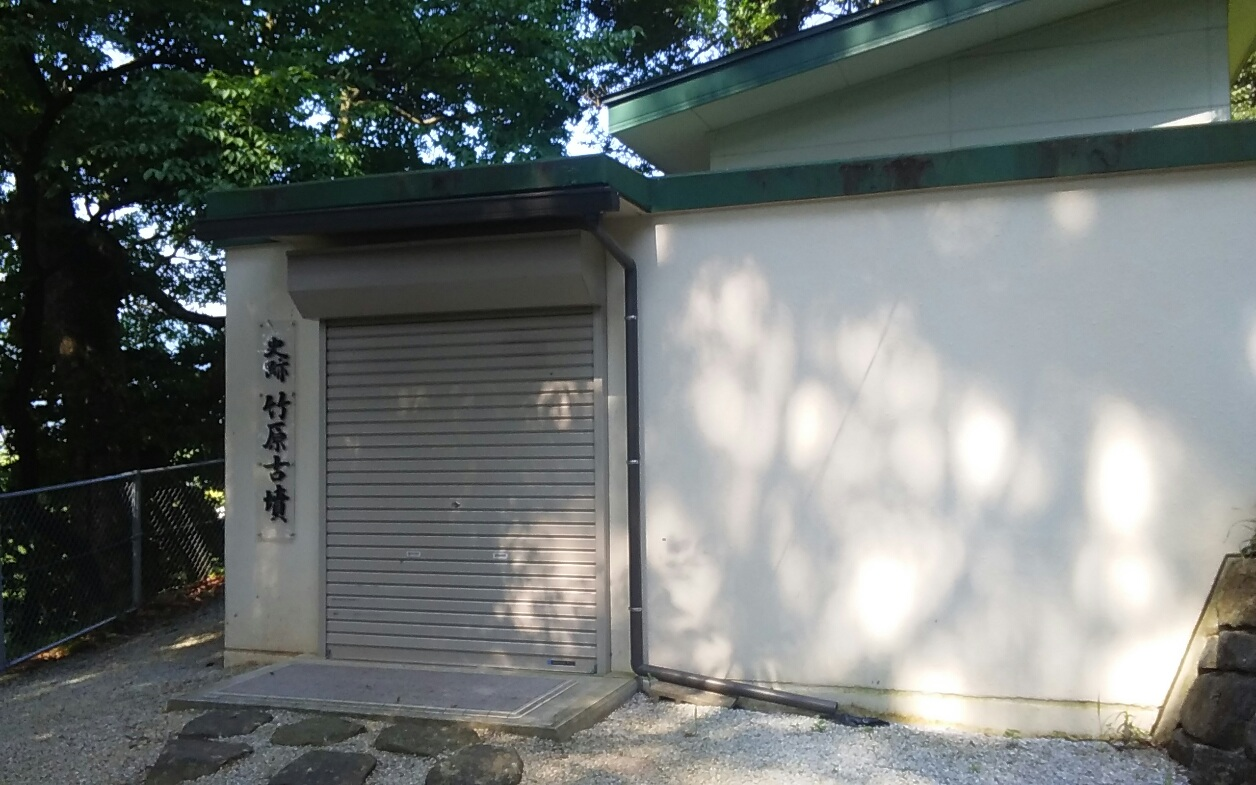
内部見学用の施設